# محمود یلواج
محمود یلواج یا محمود خوارزمی از مسلمانان ماوراءالنهر و یکی از سه تن مشاوران مسلمان چنگیز مغول بود. وی مدتی حکومت بر بخش‌هایی از متصرفات چنگیز را دریافت کرد. او حاکم ختای یعنی چین شمالی در عهد اوگتای قاآن پسر چنگیزخان بود.مجدالدین محمود بن محمد مطابق با گزارش کتاب احیاء که کمی بعد از چنگیز مغول نوشته شده است ، محمود در واقع یک بلوچ اهل خوارزم بود که به علت تفاوت در تلفظ عنوان بلوچ (Balůch) از آن با شکل بلواچ/بلواج (Balwach) یاد می کردند.رفته رفته عده ای بر این باور استوار شدند که معنای بلواج (معرب بلواچ) فرستاده است در حالی که بلواچ شکل اصلی بلواج است و از نظر تلفظ و معنی کاملا متفاوت می باشد چه آنکه گزارش کتاب احیاء نیز دگرگون شده بلوچ را صحیح تر می داند.بنظر گروهی بلواج به زبان مغولی به معنی فرستاده و پیک است.  محمود یلواج ریاست فرستادگانی را داشت که به سال ۶۱۵ هجری قمری  با هدایا و تحفه‌هایی به خدمت سلطان محمد خوارزمشاه رسیدند و نامه ٔ چنگیز را به نزد خوارزمشاه آوردند. او  با تمهید مقدماتی خوارزمشاه رابه امضای عهدنامه‌ای راضی ساخت که به موجب آن از آن به بعد چنگیز و خوارزمشاه دوست یکدیگر باشند و دوستان هم را دوست، و دشمنان یکدیگر را دشمن بدارند. و یلواج از طرف چنگیز این معاهده را امضاء کرد.
اوگتای قاآن پس از تسخیر چین شمالی حکومت آن نواحی را به مشاور مسلمان پدر خود یعنی محمود یلواج سپرد و اداره ٔ ممالک اویغور و ختن و کاشغر و ماوراءالنهر تا ساحل رود جیحون را نیز به پسر او مسعودبیگ واگذاشت .و این پدر و پسر به تعمیر خرابی‌های گذشته و اصلاح حال مردم و اداره ٔ آن ممالک پرداختند و با حسن تدبیر بر بسیاری از زخم‌های ایام استیلای مغول مرهم نهادند.